# Peter Nielsen (attore)
Niels Peter Nielsen (Haldum, 2 dicembre 1876 – Copenaghen, 26 settembre 1949) è stato un attore e sceneggiatore danese.

## Biografia
Hansen ha debuttato al teatro di Randers il 1º novembre 1900, per poi trasferirsi, durante la prima guerra mondiale, a Copenaghen, dove è stato attivo al Dagmarteatret. È ricordato, fra gli altri, per il ruolo di Gruesen in  Parasitterne di Carl Erik Martin Soya. Più avanti ha lavorato in diversi teatri di provincia danesi per terminare la sua attività al Teatro di Odense.
Ha debuttato come attore cinematografico nel 1909; ha poi recitato in diversi film muti e sonori, principalmente per le case di produzione Nordisk Film e Fotorama. Ha raggiunto l'apice della carriera ai tempi del film muto, ma ha continuato anche in seguito a girare film, fino ad un paio d'anni prima della morte (il suo ultimo film è stato Hatten er sat, di John Price, del 1947). È stato utilizzato in massima parte nel ruolo del cattivo.
Hansen è stato anche un attore radiofonico molto prolifico. Ha inoltre fatto parte della Lega degli Attori Danesi (Skuespillerforbundet), di cui è stato direttore dal 1922 al 1924.
È morto il 26 settembre 1949 al Bispebjerg Hospital di Copenaghen, ed è sepolto al cimitero Assistens Kirkegård della capitale danese.

## Filmografia

### Attore
Film muti
- Massösens offer (regia di Alfred Lind, 1910)
- Den hvide slavehandel (regia di Alfred Cohn, 1910)
- En hjemløs Fugl (regia di Gunnar Helsengreen, 1911)
- Den hvide slavehandels sidste offer (regia di August Blom, 1911)
- Venus (regia di Gunnar Helsengreen, 1911)
- Københavnerliv (regista sconosciuto, 1911)
- Mormonbyens Blomst (regista sconosciuto, 1911)
- Shanghai'et (regia di Eduard Schnedler-Sørensen, 1912)
- Ellen (regia di Svend Muus, 1912)
- Menneskejægere (regista sconosciuto, 1912)
- Dødssejleren (regia di Alfred Lind, 1912)
- Atlantis (regia di August Blom, 1913)
- Fæstningsspioner (regista sconosciuto, 1913)
- Under Mindernes Træ (regia di Holger-Madsen, 1913)
- Skyldig? - ikke skyldig? (regia di Karl Ludwig Schröder, 1914)
- Bagerstrædes Hemmelighed (regia di Alfred Cohn, 1914)
- Proletargeniet (regia di Gunnar Helsengreen, 1914)
- Det Syndens Barn (regista sconosciuto, 1914)
- Med 100 Hestes Kraft (regista sconosciuto, 1914)
- Oldtid og Nutid (regia di Lau Lauritzen Sr., 1915)
- Elskovs Tornevej (regia di Gunnar Helsengreen, 1915)
- Menneskeskæbner (regia di Gunnar Helsengreen, 1915)
- Filmens Datter (regia di Hjalmar Davidsen, 1916)
- I Livets Brænding (regia di Holger-Madsen, 1916)
- Rovedderkoppen (regia di August Blom, 1916)
- Livets Genvordigheder (regia di Alexander Christian, 1916)
- Manden med de ni Fingre III (regia di A. W. Sandberg, 1916)
- Hendes Fortid (regia di A.W. Sandberg, 1916)
- Kornspekulantens Forbrydelse (regia di Robert Dinesen, 1916)
- Sønnen (regia di August Blom, 1916)
- Penge (regia di Karl Mantzius, 1916)
- Pigen fra Palls (regia di Eduard Schnedler-Sørensen, 1917)
- Den mystiske Selskabsdame (regia di August Blom, 1917)
- Fange Nr. 113 (regia di Holger-Madsen, 1917)
- Fiskerlejets Datter (regia di Hjalmar Davidsen, 1917)
- Naar Hjertet sælges (regia di Martinius Nielsen, 1917)

- Brændte Vinger (regia di Emanuel Gregers, 1917)
- Lydia (regia di Holger-Madsen, 1918)
- Ansigtet i Floden (regia di Hjalmar Davidsen, 1918)
- Krondiamanten (regia di Emanuel Gregers, 1918)
- De mystiske Fodspor (regia di A.W. Sandberg, 1918)
- Krig og Kærlighed (regia di Holger-Madsen, 1918)
- Manden med Arret (regia di A.W. Sandberg, 1918)
- Præsidenten (regia di Carl Theodor Dreyer, 1919)
- Grevindens Ære (regia di August Blom, 1919)
- Gillekop (regia di August Blom, 1919)
- Jefthas dotter (regia di Robert Dinesen, 1919- Sverige)
- Den Æreløse (regia di Holger-Madsen, 1919)
- Lykkelandet (regia di Emanuel Gregers, 1919)
- Krigsmillionæren (regia di Emanuel Gregers, 1919)
- Kærlighedsvalsen (regia di A.W. Sandberg, 1920)
- Den flyvende Hollænder, I-IV (nel IV; regia di Emanuel Gregers, 1920)
- Vor fælles Ven (regia di A.W. Sandberg, 1921)
- Hendes Fortid (regia di Fritz Magnussen, 1921)
- Jafet, der søger sig en Fader, I-IV (regia di Emanuel Gregers, 1922)
- Store Forventninger (regia di A.W. Sandberg, 1922)
- Den sidste af Slægten (regia di Emanuel Gregers, 1922)
- Præsten i Vejlby (regia di August Blom, 1922)
- Lasse Månsson fra Skaane (regia di A.W. Sandberg, 1923)
- Madsalune (regia di Emanuel Gregers, 1923)
- Nedbrudte Nerver (regia di A.W. Sandberg, 1923)
- Den sidste Dans (regia di A.W. Sandberg, 1923)
- Paa Slaget 12 (regia di A.W. Sandberg, 1923)
- Livets Karneval (regia di Laurids Skands, 1923)
- Lille Dorrit (regia di A.W. Sandberg, 1924)
- Morænen (regia di A.W. Sandberg, 1924)
- Fra Piazza del Popolo (regia di A.W. Sandberg, 1925)
- Det store Hjerte (regia di August Blom, 1925)
- Klovnen (regia di A.W. Sandberg, 1926)
- Lykkehjulet (regia di Urban Gad, 1926)
- Grænsefolket (regia di Eduard Schnedler-Sørensen, 1927)
- Die weisse Geisha (regia di Heinz Karl Heiland e Valdemar Andersen, 1927)

Film sonori
- Den store dag (regia di Olaf Fønss, 1930)
- Under den gamle fane (regia di Olaf Fønss, 1932)
- Saa til søs (regia di Emanuel Gregers, 1933)
- Flugten fra millionerne (regia di Paul Fejos, 1934)
- Mille, Marie og mig (regia di Emanuel Gregers, 1937)
- Bolettes brudefærd (regia di Emanuel Gregers, 1938)
- Kongen bød (regia di Svend Methling, 1938)
- Komtessen paa Steenholt (regia di Emanuel Gregers, 1939)
- I de gode gamle dage (regia di Johan Jacobsen, 1940)
- Vagabonden (regia di Arne Weel, 1940)
- En mand af betydning (regia di Emanuel Gregers, 1941)
- Det brændende spørgsmaal (regia di Alice O'Fredericks, 1943)
- Mordets melodi (regia di Bodil Ipsen, 1944)
- Besættelse (regia di Bodil Ipsen, 1944)
- Biskoppen (regia di Emanuel Gregers, 1944)
- Guds mærkelige veje (regia di Miskow Makwarth, 1944)
- Hatten er sat (regia di John Price, 1947)

### Sceneggiatore
- Gar el Hama V (regia di Robert Dinesen, 1918)
- En Kunstners Gennembrud (regia di Holger-Madsen, 1919)